# My Promise
My Promise é o álbum de estreia do trio de eurodance No Mercy, lançado em 21 de Outubro de 1996 pela Arista Records. É o álbum de maior sucesso do trio, e inclui 4 singles que entraram na Billboard Hot 100, entre eles a canção "Where Do You Go", um cover da canção originalmente por La Bouche, que foi um grande sucesso ao redor do mundo em 1996. Outra canção popular foi "When I Die", um cover do The Real Milli Vanilli, que obeteve menor sucesso na América do Norte mas obteve grande exito na Europa, ganhando certificações de Ouro e Platina. O álbum vendeu mais de um milhão de cópias ao redor do mundo.
Nos Estados Unidos e Canadá o álbum foi lançado com o nome de No Mercy, e inclui uma versão diferente de faixas. Embora tenha conseguido a posição #104 na Billboard 200, foi certificado Ouro no final de 1997.

## Faixas

### Original
| N.º | Título                             | Duração |  |
| 1.  | "Where Do You Go"                  | 4:32    |  |
| 2.  | "Kiss You All Over"                | 4:34    |  |
| 3.  | "Don't Make Me Live Without You"   | 4:02    |  |
| 4.  | "When I Die"                       | 4:30    |  |
| 5.  | "Please Don't Go"                  | 4:01    |  |
| 6.  | "Bonita"                           | 3:47    |  |
| 7.  | "My Promise to You"                | 4:00    |  |
| 8.  | "D' Yer Mak R"                     | 3:53    |  |
| 9.  | "Missing"                          | 3:59    |  |
| 10. | "This Masquerade"                  | 3:16    |  |
| 11. | "In and Out"                       | 3:24    |  |
| 12. | "Who Do You Love"                  | 3:21    |  |
| 13. | "How Much I Love You"              | 4:02    |  |
| 14. | "Part of Me"                       | 3:54    |  |
| 15. | "Where Do You Go" (Trip House Mix) | 4:28    |  |

### Edição dos Estados Unidos e Canadá
| N.º | Título                                            | Duração |  |
| 1.  | "Where Do You Go"                                 | 4:28    |  |
| 2.  | "Don't Make Me Live Without You"                  | 3:56    |  |
| 3.  | "When I Die"                                      | 4:45    |  |
| 4.  | "Kiss You All Over"                               | 4:28    |  |
| 5.  | "Part of Me"                                      | 3:50    |  |
| 6.  | "Bonita"                                          | 3:48    |  |
| 7.  | "Please Don't Go"                                 | 4:00    |  |
| 8.  | "My Promise to You"                               | 3:55    |  |
| 9.  | "Message of Love"                                 | 2:34    |  |
| 10. | "Do You Want Me"                                  | 4:12    |  |
| 11. | "How Much I Love You"                             | 4:00    |  |
| 12. | "Where Do You Go" (Ocean Drive Mix)               | 7:27    |  |
| 13. | "Don't Make Me Live Without You" (Mainstream Mix) | 3:55    |  |

## Posições nas paradas musicais
| Parada musical (1996/1997)           | Melhor posição |
| ------------------------------------ | -------------- |
| Alemanha - Media Control Charts      | 6              |
| Austrália - ARIA Charts              | 4              |
| Áustria - Parada Musical             | 1              |
| Bélgica - Ultratop Albums (Flandres) | 4              |
| Canadá - Canada RPM Top 100 Albums   | 22             |
| Estados Unidos - Billboard 200       | 104            |
| Estados Unidos - Top Heatseekers     | 1              |
| Nova Zelândia - RIANZ                | 38             |
| Países Baixos - MegaCharts           | 3              |
| Reino Unido - UK Albums Chart        | 17             |
| Suíça - Schweizer Hitparade          | 5              |

## Certificações
| País                  | Certificação | Data                   | Vendas certificadas |
| --------------------- | ------------ | ---------------------- | ------------------- |
| Alemanha - BVMI       | Platina      | 1997                   | 500,000             |
| Austrália - ARIA      | 2× Platina   | 1997                   | 140,000             |
| Áustria - IFPI        | 2× Platina   | 1997                   | 40,000              |
| Canadá - Music Canada | Platina      | 31 de Dezembro de 1997 | 100,000             |
| Estados Unidos - RIAA | Ouro         | 15 de Dezembro de 1997 | 500,000             |
| Países Baixos - NVPI  | Ouro         | 1997                   | 25,000              |
| Suíça - IFPI Schweiz  | 2× Platina   | 1998                   | 100,000             |